# Elzéar Abeille de Perrin

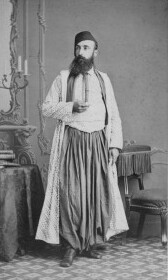
Abeille de Perrin

Elzéar Emmanuel Arène Abeille de Perrin (ur. 3 stycznia 1843 w Marsylii, zm. 9 października 1910 tamże) – francuski entomolog i prawnik. Przez dwadzieścia lat członek Société entomologique de France. Zajmował się przede wszystkim błonkówkami, chrząszczami, muchówkami i prostoskrzydłymi. Jego kolekcja znajduje się w Muzeum Historii Naturalnej w Paryżu. 

## Wybrane prace
- Monographie des malachites. 1869.
- Études sur les coléoptères cavernicoles, suivies de la description de 27 coléoptères nouveaux français. 1872.
- Notes sur les leptodirites. 1878.
- Synopsis critique et synonymique des chrysides de France. 1878.